# Xã Turbot, Quận Northumberland, Pennsylvania
Xã Turbot (tiếng Anh: Turbot Township) là một xã thuộc quận Northumberland, tiểu bang Pennsylvania, Hoa Kỳ. Năm 2010, dân số của xã này là 1.806 người.